# Bernhard Docke
Bernhard Docke (* 1955) ist ein ehemaliger deutscher Rechtsanwalt und Strafverteidiger.

## Leben
Er studierte Rechtswissenschaften an der Universität Bremen. Von 1983 bis Ende 2022 war er zugelassener Rechtsanwalt und Strafverteidiger. Docke veröffentlicht vorwiegend im Bereich Straf- und Strafverfahrensrecht. 2006 erhielt er die Carl-von-Ossietzky-Medaille für sein Engagement für die Befreiung von Murat Kurnaz aus Guantanamo. 2007 wurde ihm der Werner-Holtfort-Preis für hervorragende Leistung bei der Verteidigung der Bürger- und Menschenrechte und der Udo-Lindenberg-Preis in Anerkennung für das Engagement gegen Rassismus und Fremdenfeindlichkeit sowie 2016 der Friedens- und Kulturpreis der Villa Ichon Bremen verliehen. Er war Sozius der Strafverteidigerkanzlei Hannover & Partner in Bremen.
Bernhard Docke war von 2004 bis 2018 Mitglied des Anwaltsgerichtshofes für Rechtsanwälte der Freien Hansestadt Bremen. Er war Mitglied der Arbeitsgemeinschaft Strafrecht des Deutschen Anwalt-Vereins und der Vereinigung Niedersächsischer und Bremer Strafverteidigerinnen und Strafverteidiger; er ist seit 2012 Mitglied des Menschenrechtsausschusses der Bundesrechtsanwaltskammer.
In Andreas Dresens Spielfilm Rabiye Kurnaz gegen George W. Bush aus dem Jahr 2022 über den Kurnaz-Fall wird seine Figur von Alexander Scheer dargestellt.  Docke ging im September 2022 in den Ruhestand.